# Montferland (gemeente)

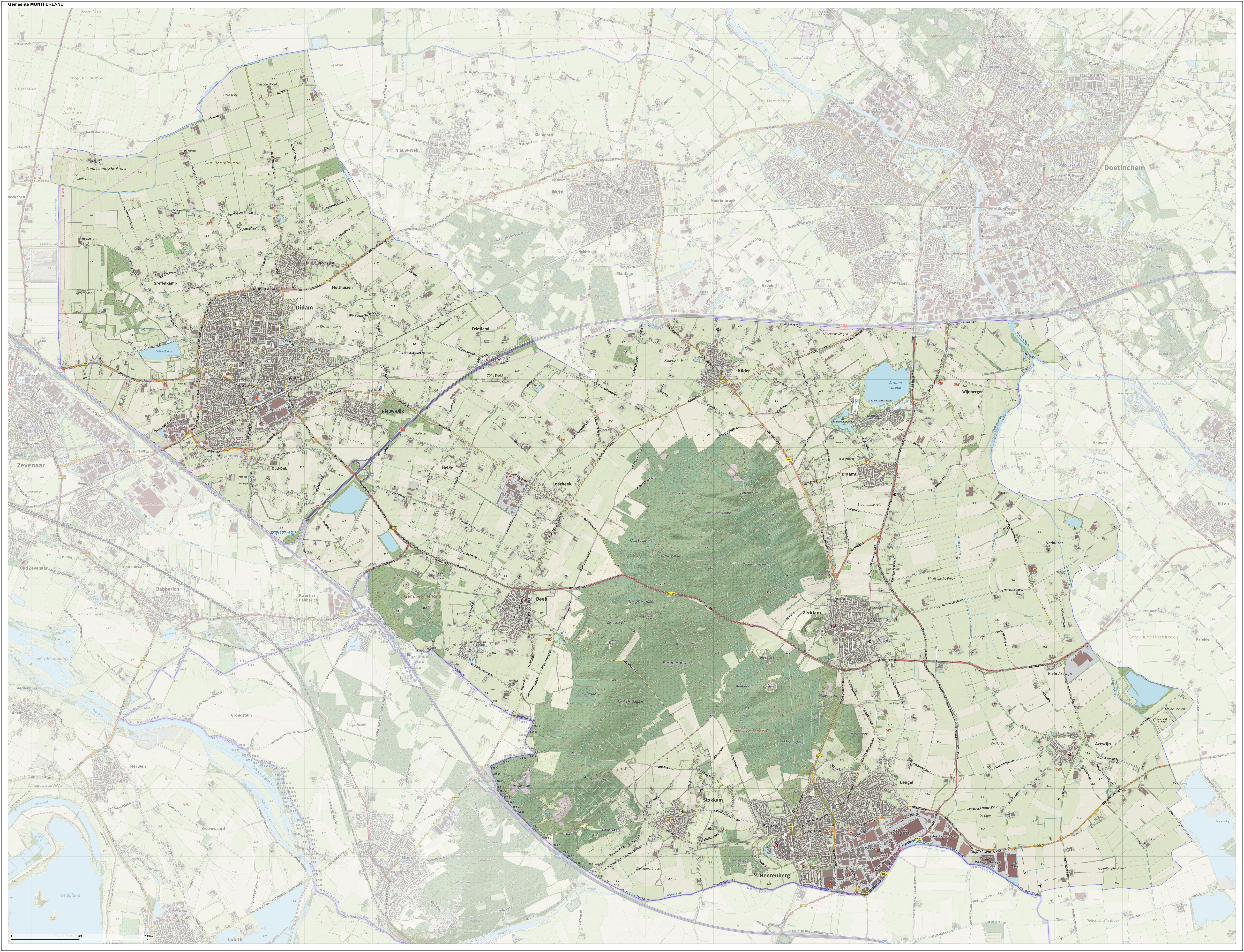
Topografische gemeentekaart van Montferland

Montferland (uitspraakⓘ) is een gemeente in het oosten van de Nederlandse provincie Gelderland, in de streek de Liemers. Het gemeentebestuur is gevestigd in Didam. De gemeente is genoemd naar de streek Montferland. De oppervlakte bedraagt ca. 107 km². Aan de zuidzijde van de gemeente ligt de landsgrens met Duitsland. 
De gemeente is op 1 januari 2005 ontstaan bij een gemeentelijke herindeling toen de gemeenten Bergh en Didam werden samengevoegd. In 2021 trad Montferland toe tot de Groene Metropoolregio Arnhem-Nijmegen, in 2024 trad de gemeente eruit. In dat jaar trad de gemeente Montferland toe tot het samenwerkingsverband 'Regio Achterhoek'.
De gemeenten Zevenaar, Duiven, Westervoort en Montferland werken samen in de Liemerse Ambassade.

## Kernen
| - Azewijn - Beek - Braamt - Didam | - 's-Heerenberg - Kilder - Lengel - Loerbeek | - Loil - Nieuw-Dijk - Stokkum - Zeddam |

Buurtschappen:
| - Friesland - Greffelkamp - Heide | - Holthuizen - Klein-Azewijn - Oud-Dijk | - Vethuizen - Vinkwijk - Wijnbergen |

## Demografie
De gemeente Montferland heeft 36.873 inwoners (22 november 2024, bron: CBS). De inwonersaantallen per kern zijn weergegeven in onderstaande tabel.
| Woonplaats (BAG)     | Inwoners 2023 |
| -------------------- | ------------- |
| Azewijn              | 820           |
| Beek                 | 2.460         |
| Braamt               | 1.390         |
| Didam                | 17.390        |
| 's-Heerenberg        | 8.795         |
| Kilder               | 1.505         |
| Lengel               | 245           |
| Loerbeek             | 345           |
| Stokkum (Gelderland) | 1.200         |
| Vethuizen            | onbekend      |
| Wijnbergen           | onbekend      |
| Zeddam               | 2.730         |

## De Duitse grens
Bepalend voor Montferland is de ligging tegen de Duitse grens. Aan de andere zijde van de grens is de Duitse gemeente Emmerik (Duits: Emmerich am Rhein) (met onder andere het kerkdorp Elten) gelegen. Vanuit de gemeente zijn er vele grensovergangen.
De drie belangrijkste grensovergangen zijn:
- Grensovergang Bergh Autoweg, sinds de gemeentelijke herindeling aldaar gelegen op het grondgebied van de gemeente Zevenaar. Deze grensovergang is gelegen op de A12 tussen Arnhem en het Duitse Ruhrgebied.
- De Nieuwe Grens. Dit is de belangrijkste grensovergang in 's-Heerenberg. De overgang ligt ongeveer een kilometer oostelijk van de oude grens in de doorgaande weg tussen Doetinchem en Emmerich.
- De Oude Grens. Deze grensovergang ligt aan de rand van het historische centrum van 's-Heerenberg.

In beide laatste gevallen is het riviertje de Wetering de feitelijke grens.

### Overige grensovergangen
Er zijn diverse andere grensovergangen, het merendeel alleen bestemd voor fietsers en voetgangers. Deze grensovergangen zijn, van oost naar west:
- De grensovergang net ten oosten van industrieterrein  't Goor. In de jaren 90 is hier een loopbrug gerealiseerd. Tot 1987 waren hier de resten van de Zwarte Brug zichtbaar. Voorheen was er geen mogelijkheid hier de grens te passeren. Deze overgang is toegankelijk voor fietsers en voetgangers.
- Grensovergang De Linthorst. Deze grensovergang ligt ten westen van De Plantage, tussen 's-Heerenberg en Stokkum. Deze route leidt naar de Emmerikse buurtschap Elsepaß. Deze grensovergang is toegankelijk voor fietsers en voetgangers.
- De fiets- en voetgangersovergang over de A12 tussen Stokkum en Elten, te midden van de Montferlandse bossen. Hierdoor is deze grensovergang en de route ernaartoe bezienswaardig. Deze grensovergang is tot op enkele meters afstand ook per auto bereikbaar, vanuit zowel Nederlandse als Duitse zijde.
- Grensovergang de Boterweg. Deze voor fietsers en voetgangers toegankelijke grensovergang ligt in de bossen tussen Stokkum en Beek.
- Grensovergang Beek / Elten. Deze grensovergang ligt tussen de kerkdorpen Beek en Elten en is tevens voor auto's toegankelijk.
- Grensovergang de Zuidermarkweg. Deze grensovergang, ligt even ten westen van de grensovergang Beek / Elten, is alleen voor fietsers en voetgangers toegankelijk.

## Stroombroek (Braamtse Gat)
Stroombroek, in de volksmond ook wel het Braamtse Gat genoemd, is een voormalige zandwinningplaats gelegen bij het dorp Braamt, gelegen tussen 's-Heerenberg en Doetinchem. Het meer, dat na de zandwinning ontstond, trekt bezoekers uit de hele Achterhoek en de Duitse grensstreek.

## Kemnade

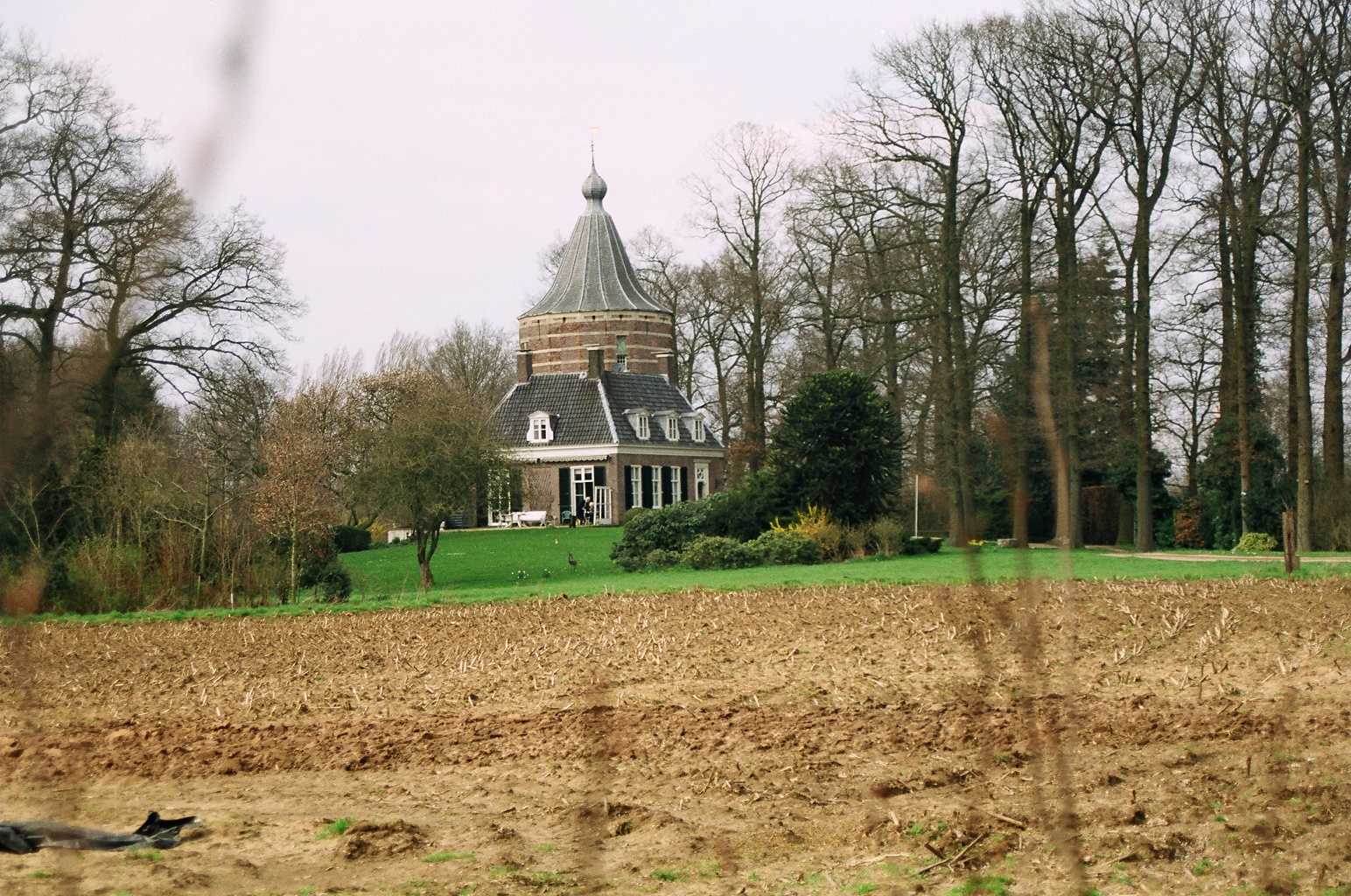
De Kemnade

Aan de Oude IJssel vlak bij de gemeentegrens met Doetinchem ligt de Kemnade. In dit historische gebouw hebben een aantal personen gewoond die een grote rol hebben gespeeld in de geschiedenis van Doetinchem (en Nederland), zoals Carel Hendrik Ver Huell met echtgenote Maria Johanna de Bruijn en de familie Misset (bekend als drukkers en uitgevers en oprichters van de voormalige Achterhoekse krant Graafschapbode).

## Gemeentebestuur

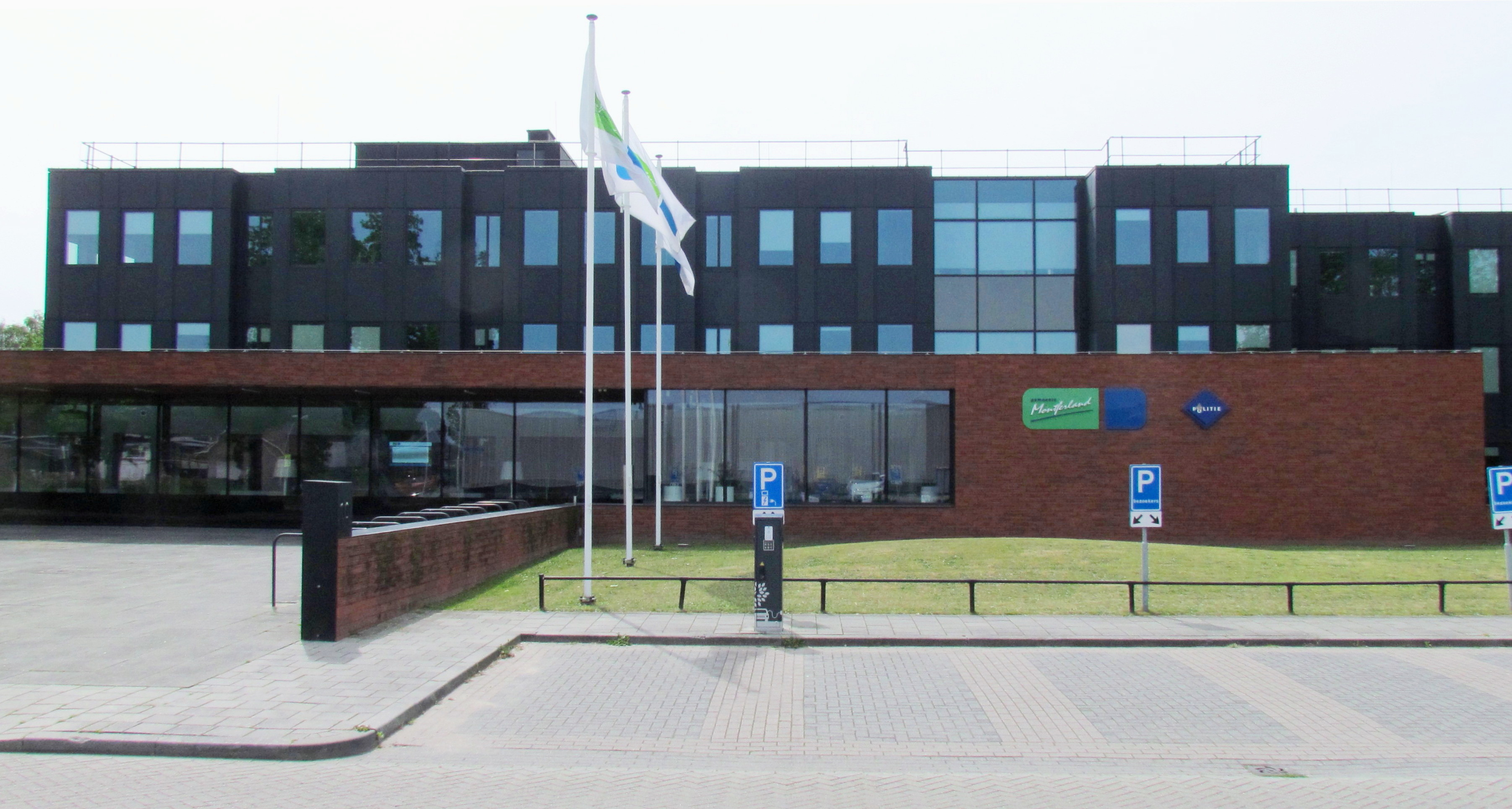
Gemeentehuis, geopend in 2014

### College van burgemeester en wethouders
- Anne-Marie Fellinger (burgemeester)
- Marije Eleveld
- Ingrid Wolsing
- Gerard Nijland
- Jeanette Derksen

### Gemeenteraad
De gemeenteraad van Montferland bestaat uit 25 zetels (van 2014 tot 2018 23 zetels). In de tabel hieronder de behaalde zetels per partij bij de gemeenteraadsverkiezingen sinds 2004.
| Gemeenteraadszetels       | Gemeenteraadszetels | Gemeenteraadszetels | Gemeenteraadszetels | Gemeenteraadszetels | Gemeenteraadszetels |
| Partij                    | 2004                | 2010                | 2014                | 2018                | 2022                |
| ------------------------- | ------------------- | ------------------- | ------------------- | ------------------- | ------------------- |
| CDA                       | 13                  | 10                  | 11                  | 8                   | 6                   |
| Lijst Groot Montferland   | -                   | -                   | 1                   | 3                   | 5                   |
| Helder                    | -                   | -                   | -                   | -                   | 5                   |
| Lokaal Belang Montferland | 3                   | 5                   | 4                   | 6                   | 3                   |
| PvdA                      | 4                   | 4                   | 3                   | 3                   | 3                   |
| VVD                       | 3                   | 3                   | 2                   | 3                   | 2                   |
| D66                       | -                   | 1                   | 1                   | 2                   | 1                   |
| Burger Belangen           | 2                   | 2                   | 1                   | -                   | -                   |
| Totaal                    | 25                  | 25                  | 23                  | 25                  | 25                  |

### Reinigingsdienst De Liemers
Samen met de gemeente Zevenaar beheert de gemeente Montferland de Reinigingsdienst De Liemers door middel van een gemeenschappelijke regeling.

## Aangrenzende gemeenten
| Aangrenzende gemeenten | Aangrenzende gemeenten | Aangrenzende gemeenten | Aangrenzende gemeenten | Aangrenzende gemeenten |
| ---------------------- | ---------------------- | ---------------------- | ---------------------- | ---------------------- |
| Zevenaar               |                        |                        |                        | Doetinchem             |
|                        |                        |                        |                        |                        |
|                        | Oude IJsselstreek      |                        |                        |                        |
|                        |                        |                        |                        |                        |
|                        |                        |                        |                        | Emmerik (D)            |

## Historische gebouwen
De gemeente Montferland telt veel historische gebouwen.
- De Byvanck is een landgoed ten westen van de dorpskern van Beek. Op het landgoed ligt het Rondeel, een heuvel waarop een twaalfde-eeuwse burcht heeft gestaan. Volgens de legende zou deze van de tempeliers of tempelridders geweest zijn.
- 't Peeske, het hoogstgelegen meertje van de gemeente Montferland, deed eind negentiende eeuw dienst als waterbuffer voor een bovenslagwatermolen waarmee graan werd gemalen tot meel, de basis voor brood. Het is nu eigendom van Natuurmonumenten.
- Onze Lieve Vrouwekerk of Mariakerk steekt prominent boven Didam uit. Er is lang gebouwd aan de toren in Nederrijns-gotische stijl; dat is te zien aan de verschillende steensoorten.
- Havezate 'De Luynhorst’ is een Rijksmonument uit 1340, dat in is 1788 herbouwd met een 16e-eeuws muurwerk. De Havezathe behoorde toe aan de adel. Dit is te zien aan de gracht, het wapenschild en de duivengaten in de topgevel.
- St. Martinus Molen is een beltmolen uit 1850.
- Landgoed De Padevoort bestaat al sinds de 13e eeuw en sinds de 16e eeuw is er sprake van een geslacht Van de Padevoort. In 1666 werd het als jachthuis van Huis Bergh ingericht. In 1875 is het aan de Rooms-Katholieke kerk verkocht en als klooster ingericht. Een zusterorde vestigde er een meisjesschool; later werd het gebouw een wijkverplegingscentrum. In 1972 is de Padevoort aangekocht en gerestaureerd door een particulier. Het is niet te bezichtigen.
- De Grafelijke Korenmolen behoort tot de historische gebouwen van de Stichting Huis Bergh. Deze beltmolen is omstreeks 1450, tegelijk met de niet meer bestaande molens van 's-Heerenberg, Didam en Gendringen, in opdracht van Willem van den Bergh als dwangmolen gebouwd, toen hem het wind - en maalrecht was verleend. De korenmolen behoort metde Buitenmolen in Zevenaar, tot de oudste in Europa. Hij werd steeds voor drie jaren aan een mulder verpacht en is tot 1928 regelmatig in gebruik geweest. Na 1900 kwam de molen door verkoop in particuliere handen en werd in 1928 voor sloop te koop aangeboden. De laatste grote restauratie aan de Grafelijke Korenmolen was in 2005. Het gevlucht is toen in zijn geheel vervangen en de gemetselde invaart weer in originele staat gebracht. De molen wordt geregeld ambachtelijk bemalen door molenaars.
- De Rosmolen, gebouwd in 1546, ziet eruit als een boerenschuur en heeft evenals de Grafelijke Korenmolen deel uitgemaakt van de bezittingen van de heren Van Bergh. De molen werd in 1974 door het St. Oswaldusgilde uit Zeddam gerestaureerd en is geregeld in werking, waarbij het malen gebeurt op paardenkracht.
- De museumboerderij De Gildekaot in Zeddam is een initiatief van de in 1998 overleden Zeddamse ondernemer Gerrit Varwijk. Hij bouwde een boerderijtje in oorspronkelijke stijl na van een type dat vroeger in het Berghse land veel voorkwam. In de Gildekaot is een verzameling oudheidkundige voorwerpen te zien die met het leven in vroegere tijden en met het boerenleven in het bijzonder te maken hebben.
- Oswalduskerk, al in 1145 wordt de Zeddamse kerk schriftelijk vermeld. Waarschijnlijk is ze nog ouder en reeds gesticht ten tijde van Willibrord. De Zeddamse kerk was kerspelkerk voor de Berghse buurtschappen Braamt, Kilder, Azewijn, Lengel, Stokkum, Wijnbergen en ook 's-Heerenberg en Wehl. Geleidelijk werden er overal bijkapellen gesticht. Wehl is vóór 1247 een zelfstandige parochie geworden, 's-Heerenberg in 1399. Naast Zeddam horen alleen nog Vethuizen en Vinkwijk onder de parochie Zeddam, de andere plaatsen zijn zelfstandige parochies. De toren is in de 15e of 16e eeuw verhoogd. Dit is het oudste deel. De oude tweebeukige kerk is in 1891 gesloopt - op de toren na - en in neogotische stijl herbouwd als driebeukig gebouw.
- Huis Bergh behoort tot de grootste kastelen van Nederland. De bouwgeschiedenis gaat terug tot in de 13e eeuw. In de beginfase van de Tachtigjarige oorlog had het veel te lijden en in 1735 brandde het geheel uit. De belangrijkste, nog steeds bestaande delen dateren uit de 14e, 15e en 17e eeuw. De meest opvallende dikke ronde toren op de voorburcht van Huis Bergh staat in de uiterste zuidhoek. In vroegere tijden was de toren ingericht als gevangenis.
- Rooms Katholieke Kerk (St. Pancratius) is een driebeukige kruisbasiliek in neogotische trant. De kerk met haar toren vervult een belangrijke stedenbouwkundige functie in het harmonisch geheel van het kasteel met het daaraan grenzende deel van het stadje. In 1584 werd de oude St. Pancratiuskerk, vandaag de dag de Nederlands Hervormde kerk bij het kasteel, genationaliseerd en aan de (gereformeerde) bedienden van de staat in gebruik gegeven.
- Muntgebouw is een rechthoekig huis, dat dateert uit de 16e eeuw en de oorspronkelijke zetel is van de Berghse Munt. De Munt raakte in verval, nadat in 1582 de muntslag was beëindigd. In de jaren 1968-1974 is de Munt gerestaureerd.
- Het ´Nije Raethuijs´ is in 1531 gebouwd als opvolger van het 'Ailde Raethuijs' in de Kellenstraat. Het was van oudsher het centrum, niet alleen van de stad maar ook van het landschap van den Berghe.
- Boetselaersborg is in 1550 door twee bastaardzonen van Willem III Graaf van den Bergh gebouwd op fundamenten uit de 14e eeuw.

## Monumenten en beelden
Zie ook:
- Lijst van rijksmonumenten in Montferland
- Lijst van gemeentelijke monumenten in Montferland
- Lijst van oorlogsmonumenten in Montferland
- Lijst van beelden in Montferland